# 州／湖站
州／湖站（英語：State/Lake station）是芝加哥地鐵棕線、綠線、橙線、粉紅線、紫線。此站是一個帶有兩個側式月台的高架車站，位於盧普區內北州街200號。此站與紅線湖站提供車費卡免費轉乘。

## 歷史

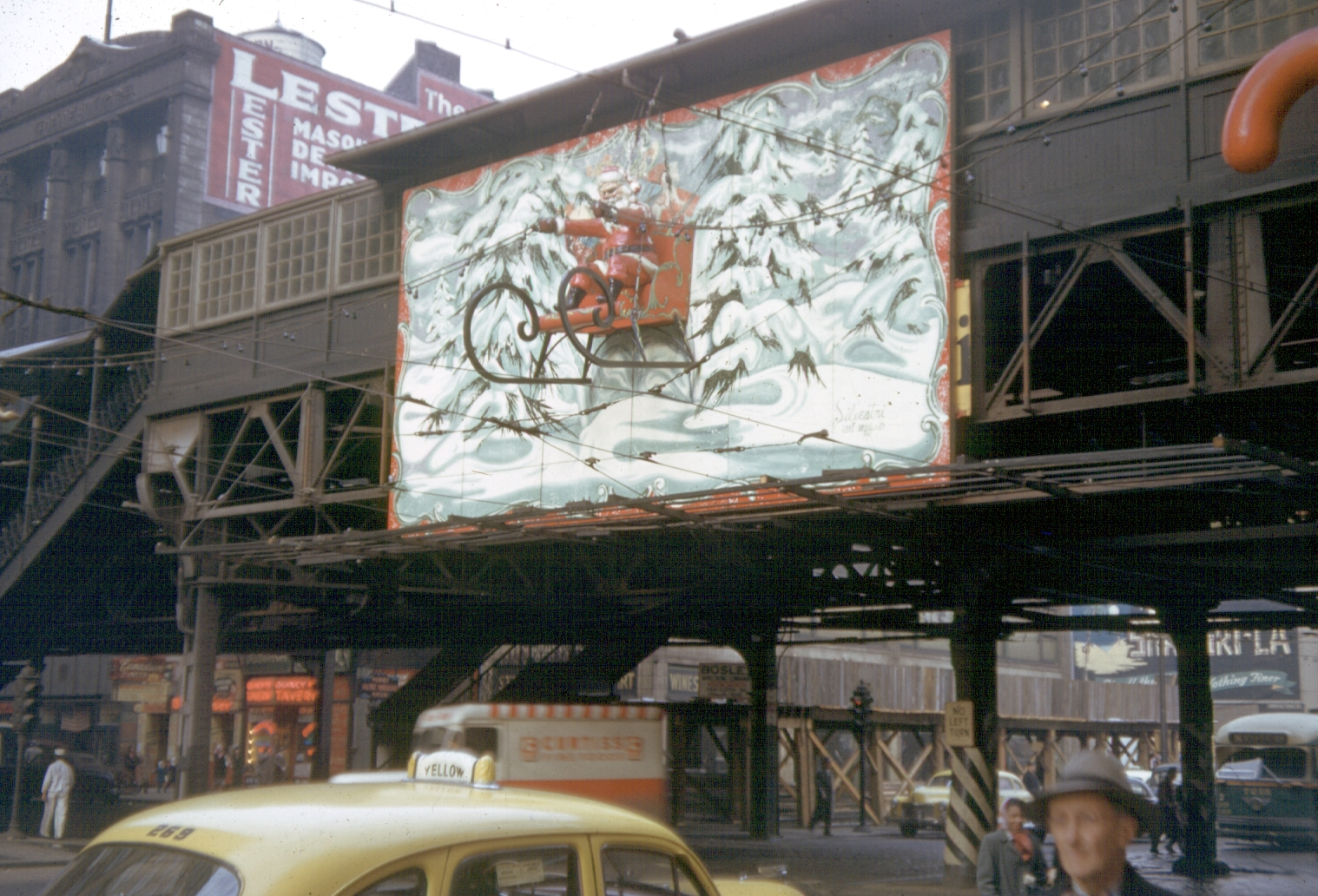
1949年此站聖誕裝飾

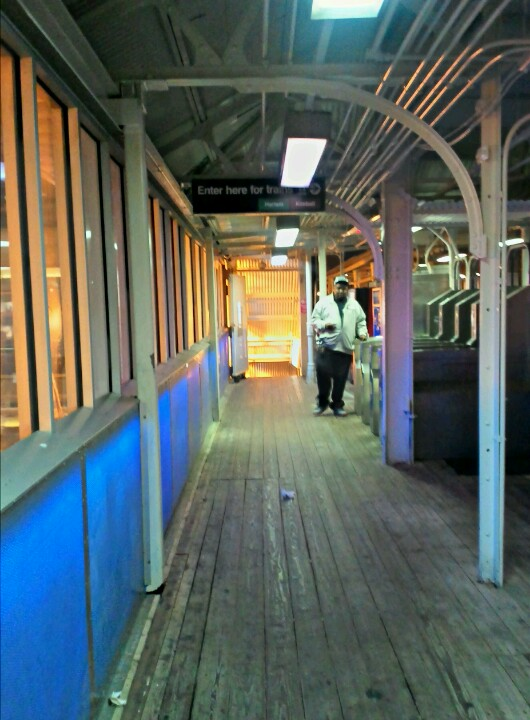
晚上7時15分一名乘客進入車站

州／湖站在1895年9月22日作為湖街高架鐵路延長線進入盧普區啟用，後來成為聯合迴圈的北側。州／湖站至迴圈此段內最後一個保留了許多原初特徵的車站。

## 外部連結
- Historic American Engineering Record (HAER) No. IL-1-H, "Union Elevated Railroad, State-Lake Station"
- State Street entrance from Google Maps Street View